# Callogorgia versluysi
Callogorgia versluysi is een zachte koraalsoort uit de familie Primnoidae. De koraalsoort komt uit het geslacht Callogorgia. Callogorgia versluysi werd in 1905 voor het eerst wetenschappelijk beschreven door Thomson. 